# Bivalvulida
Ordre
Sous-ordres de rang inférieur
- Bipolarina
- Platysporina
- Sphaeromyxina
- Variisporina

Les Bivalvulida sont un ordre de myxozoaires, des animaux parasites de l'embranchement des cnidaires.
- ordre Bivalvulida
  - sous-ordre Bipolarina
    - famille Myxoproteidae

  - sous-ordre Platysporina
    - famille Myxobolidae

  - sous-ordre Sphaeromyxina
    - famille Sphaeromyxidae

  - sous-ordre Variisporina
    - famille Alatosporidae
    - famille Auerbachiidae
    - famille Ceratomyxidae
    - famille Chloromyxidae
    - famille Fabesporidae
    - famille Myxidiidae
    - famille Ortholineidae
    - famille Parvicapsulidae
    - famille Sinuolineidae
    - famille Sphaerosporidae

Exemple : Henneguya salminicola, un représentant des Myxobolidés.